# Garden City (Nova York)
Garden City és una població dels Estats Units a l'estat de Nova York. Segons el cens del 2000 tenia 21.672 habitants.

## Demografia
Segons el cens del 2000, Garden City tenia 21.672 habitants, 7.386 habitatges, i 5.857 famílies. La densitat de població era de 1.567 habitants/km².
Dels 7.386 habitatges en un 36,1% hi vivien nens de menys de 18 anys, en un 69,8% hi vivien parelles casades, en un 7,5% dones solteres, i en un 20,7% no eren unitats familiars. En el 19,2% dels habitatges hi vivien persones soles el 12% de les quals corresponia a persones de 65 anys o més que vivien soles. El nombre mitjà de persones vivint en cada habitatge era de 2,83 i el nombre mitjà de persones que vivien en cada família era de 3,27.
Per edats la població es repartia de la següent manera: un 26,5% tenia menys de 18 anys, un 7,7% entre 18 i 24, un 23,1% entre 25 i 44, un 25,8% de 45 a 60 i un 16,8% 65 anys o més.
L'edat mediana era de 41 anys. Per cada 100 dones de 18 o més anys hi havia 84,1 homes.
Entorn de l'1,8% de les famílies i el 2,3% de la població estaven per davall del llindar de pobresa.

## Personalitats il·lustres
- Telly Savalas. Actor i cantant.
- Paul Zaloom. Actor.